# Till Death, La Familia
Till Death, La Familia è il settimo album in studio del gruppo musicale statunitense Ill Niño, pubblicato il 22 luglio 2014 dalla Victory Records.

## Tracce
1. Live like There's No Tomorrow – 4:25
2. Not Alive in My Nightmare – 4:25
3. I'm Not the Enemy – 3:31
4. Blood Is Thicker than Water – 5:59
5. Are We so Innocent – 3:53
6. Pray I Don't Find You – 4:10
7. World so Cold – 3:39
8. Dead Friends – 3:40
9. Breaking the Rules – 3:45
10. Payaso – 2:52
11. My Bullet – 3:21

## Formazione
- Cristian Machado - voce
- Diego Verduzco - chitarra
- Ahrue Luster - chitarra
- Lazaro Pina - basso
- Dave Chavarri - batteria
- Oscar Santiago - percussioni